# Windsor Heights (Virgínia Ocidental)
Windsor Heights é uma vila localizada no estado norte-americano de Virgínia Ocidental, no Condado de Brooke.

## Demografia
Segundo o censo norte-americano de 2000, a sua população era de 431 habitantes.
Em 2006, foi estimada uma população de 400, um decréscimo de 31 (-7.2%).

## Geografia
De acordo com o United States Census Bureau tem uma área de
0,4 km², dos quais 0,4 km² cobertos por terra e 0,0 km² cobertos por água.

## Localidades na vizinhança
O diagrama seguinte representa as localidades num raio de 8 km ao redor de Windsor Heights.